# Sapajus apella margaritae
Sapajus apella margaritae (Hollister, 1914) è un primate neotropicale appartenente alla famiglia Cebidae, endemico della Isla Margarita in Venezuela.

## Distribuzione e habitat
Attualmente, S. apella margaritae vive in quattro frammenti di foresta sul lato est della Isla Margarita in Venezuela: nel Parco nazionale El Copey (7.130 ettari) fino a 930 m sopra il livello del mare; nell'area non protetta di Serranía di Cerro Tragaplata (~ 4.400 ha) fino a 680 m sopra il livello del mare; nel Monumento Naturale Cerro Matasiete (1.145 ettari) fino a 660 m slm; e in un'altra area non protetta, il Cerro Taguantar (~ 1.000 ha) fino a 520 m sopra il livello del mare. Le scimmie sono state segnalate nel Cerro Taguantar nel 2007.

## Tassonomia
Nel 2011 Jessica Lynch Alfaro et al. hanno proposto che le scimmie più robuste appartenenti alla sottofamiglia Cebinae (precedentemente incluse nel gruppo C. apella), fossero inserite in un genere separato, Sapajus, rispetto alle scimmie più gracili (appartenenti al gruppo C. capucinus) che rimanevano invariabilmente nel genere Cebus.

## Conservazione
Questa sottospecie è considerata dalla IUCN in pericolo critico di estinzione poiché il numero totale d'individui è attualmente stimato come inferiore a 300, con tutti gli individui confinati in frammenti di foresta sull'isola Margarita al largo delle coste del Venezuela dove si ritiene che la sottopopolazione non contenga più di 50 individui adulti. Di fronte alla continua perdita di habitat e alla caccia a cui questa sottospecie è sottoposta, non è irragionevole aspettarsi un calo del 25% della dimensione della popolazione nei prossimi 15 anni.